# Gerhard Michel
Gerhard Michel (* 10. Juli 1960) ist ein deutscher Jurist. Er war von Juni 2008 bis Januar 2024 Richter am Bundesfinanzhof.

## Werdegang
Michel begann nach der Mittleren Reife eine Ausbildung in der Hessischen Finanzverwaltung. Im Anschluss an die Laufbahnprüfung holte er das Abitur nach und studierte Rechtswissenschaften sowie Wirtschaftswissenschaften und Bohemistik an der Philipps-Universität Marburg. 1991/92 war er wissenschaftlicher Mitarbeiter an den Universitäten Marburg und Jena. Nach der Zweiten Juristischen Staatsprüfung war Michel Promotionsstipendiat der Studienstiftung des deutschen Volkes. 1998 wurde er an der Universität Marburg mit der Untersuchung „Die rückwirkende Tätigkeitsvergütung des beherrschenden Gesellschafter-Geschäftsführers im Zivil-, GmbH- und Steuerrecht“ zum Dr. iur. promoviert.
Ende 1994 trat Michel in den höheren Dienst der Hessischen Finanzverwaltung ein. Dort war er zunächst als Sachgebietsleiter für Körperschaftssteuer, später als Sachgebietsleiter der Groß-Betriebsprüfung tätig. Eingesetzt wurde er in dieser Zeit in den Finanzverwaltungen von Finanzverwaltung in Gießen, Frankfurt am Main und Darmstadt. Im September 2000 wurde Michel zum Richter am Hessischen Finanzgericht ernannt. 
Am 2. Juni 2008 wurde Michel zum Richter am Bundesfinanzhof ernannt, wo er dem für das Recht der Umsatzsteuer zuständigen V. Senat angehört. Michel trat mit Ablauf des 31. Januar 2024 in die Freistellungsphase der Altersteilzeit.